# László Benedek
László Benedek (Budapest, Hungría, 5 de marzo de 1905 - Bronx, Nueva York, Estados Unidos, 11 de marzo de 1992), en algunas ocasiones conocido como Laslo Benedek, fue un director de cine húngaro, ganador de un Globo de Oro en 1952 por la película La muerte de un viajante.

## Biografía
László Benedek nació en Budapest en una familia judía burguesa. Trabajó como guionista y editor en el cine húngaro hasta la Segunda Guerra Mundial. Louis B. Mayer ayudó a Benedek a escapar de Europa (era judío) y le llevó a Hollywood, donde dirigió su primera película para la MGM, como director sustituto, en 1944.
Benedek se ganó un amplio reconocimiento por la dirección de La muerte de un viajante, por la que ganó el Globo de Oro al mejor director y una nominación al premio al mejor director del Sindicato de directores de Estados Unidos de 1951. Sin embargo, Benedek es más recordado por su siguiente trabajo, la película de 1953 Salvaje. La cinta causó gran controversia y fue prohibida en el Reino Unido hasta 1968.
László Benedek hablaba varios idiomas: dirigió la película Kinder, Mütter und ein General (1955) en Alemania y Recours en grâce (1960) en Francia. Aunque Benedek realizó más películas para Hollywood, paralélamente se convirtió en un director importante de series de televisión, a partir de su trabajo en Perry Mason en 1957. Ha dirigido varios episodios de otras series, como Rumbo a lo desconocido, Mannix, Viaje al fondo del mar, Los intocables y La hora de Alfred Hitchcock.
Benedek murió en 1992 en el Bronx, Nueva York.

## Filmografía

### Cine
| Año  | Título original                      | Títulos en español                     |
| ---- | ------------------------------------ | -------------------------------------- |
| 1948 | The Kissing Bandit                   | Me besó un bandido                     |
| 1949 | Port of New York                     | Puerto de Nueva York                   |
| 1951 | Death of a salesman                  | La muerte de un viajante               |
| 1953 | The Wild One                         | El salvaje Salvaje                     |
| 1954 | Bengal Brigade                       | Fusileros de Bengala Rifles de Bengala |
| 1955 | Kinder, Mütter und ein General       |                                        |
| 1957 | Affair in Havana                     |                                        |
| 1960 | Moment of danger                     |                                        |
| 1960 | Recours en grâce (Recourse in Grace) |                                        |
| 1966 | Namu, the killer whale               | Namu, la ballena salvaje               |
| 1968 | Daring game                          |                                        |
| 1971 | The Night Visitor                    | El visitante nocturno                  |
| 1977 | Assault on Agathon                   |                                        |

### TV
| Año       | Título original                 | Títulos en español                | Número de episodios |
| --------- | ------------------------------- | --------------------------------- | ------------------- |
| 1953      | The Ford Television Theatre     |                                   | 1                   |
| 1956      | MGM Parade                      |                                   | 1                   |
| 1956      | Telephone Time                  |                                   | 2                   |
| 1956      | Chevron Hall of Stars           |                                   | 3                   |
| 1956      | Four Star Playhouse             |                                   | 3                   |
| 1955-1957 | Cavalcade of America            |                                   | 7                   |
| 1961      | Naked City                      |                                   | 1                   |
| 1961      | Thriller                        | Boris Karloff presenta            | 1                   |
| 1958-1961 | Perry Mason                     | Perry Mason                       | 9                   |
| 1961      | Zane Grey Theater               | Zane Grey                         | 1                   |
| 1962      | Rawhide                         | Cuero crudo                       | 1                   |
| 1963      | Combat!                         | Hazañas bélicas Combate           | 2                   |
| 1963      | The Untouchables                | Los intocables                    | 1                   |
| 1963      | Stoney Burke                    |                                   | 4                   |
| 1964      | The Fugitive                    | El fugitivo                       | 1                   |
| 1963-1964 | The Outer Limits                | Rumbo a lo desconocido            | 3                   |
| 1964      | The Nurses                      | Las enfermeras                    | 2                   |
| 1964-1965 | The Alfred Hitchcock Hour       | La hora de Alfred Hitchcock       | 2                   |
| 1964-1965 | Voyage to the bottom of the sea | Viaje al fondo del mar            | 2                   |
| 1966      | Felony Squad                    |                                   | 1                   |
| 1965-1966 | 12 O'clock High                 | Almas en la hoguera Comando aéreo | 6                   |
| 1966-1967 | Iron Horse                      |                                   | 2                   |
| 1967      | Custer                          |                                   | 3                   |
| 1967      | Mannix                          | Mannix                            | 1                   |